# Assenay
Assenay település Franciaországban, Aube megyében. Lakosainak száma 137 fő (2022. január 1.). Assenay Roncenay, Saint-Jean-de-Bonneval, Villy-le-Bois és Villy-le-Maréchal községekkel határos.

## Népesség
A település népessége az elmúlt években az alábbi módon változott:
| Lakosok száma | 46   | 63   | 77   | 142  | 159  | 150  | 146  | 145  | 143  | 137  |
|               | 1968 | 1982 | 1990 | 2006 | 2013 | 2015 | 2017 | 2019 | 2020 | 2022 |